# Terremoto di Istanbul del 1766
Il terremoto di Istanbul del 1766 fu un forte terremoto con epicentro nella parte orientale del Mar di Marmara, nel bacino di Çınarcık (oppure vicino alle isole dei Principi, a nord del bacino) avvenuto nelle prime ore del mattino di giovedì, 22 maggio 1766. Il sisma ebbe una magnitudine stimata di 7,1 sulla scala di magnitudo delle onde superficiali, e causò effetti in una vasta zona estesa da İzmit a Tekirdağ. In quest'area al terremoto si accompagnò un maremoto e si verificarono danni significativi. Il sisma del 1766 è stato l'ultimo grande terremoto a colpire Istanbul a causa di una rottura della faglia anatolica settentrionale nella regione di Marmara.

## Geologia
Il Mar di Marmara è un bacino a pull-apart formato in corrispondenza di una curva estensionale nella faglia nord anatolica (North Anatolic Fault in Inglese, di seguito "NAF"), la quale è una faglia a scorrimento orizzontale laterale destro. A est del Mar di Marmara la NAF si divide in tre rami principali; mentre il sinuoso ramo meridionale si dirige verso l'interno in direzione sudovest fino a Ayvacik, dove raggiunge il Mar Egeo vicino allo sbocco meridionale dei Dardanelli, gli altri due rami principali (settentrionale e centrale) della NAF, trovandosi sotto il mare di Marmara a circa 100 km di distanza, formano il mar di Marmara, incontrandosi nuovamente sotto l'Egeo settentrionale. All'interno del Mar di Marmara c'è un bacino a pull-apart più piccolo, chiamato North Marmara Fault System ("NMFS"), il quale collega i tre bacini sottomarini (da W a E: di Tekirdağ, Centrale e di Çınarcık) con le faglie di Izmit e di Ganos (entrambe nell'entroterra). Questa zona di estensione locale si manifesta quando il confine trasforme tra la placca anatolica e la placca eurasiatica a ovest di İzmit si sposta verso nord, dalla faglia di Izmit fino alla faglia di Ganos. Vicino a Istanbul il lato nord del pull-apart NMFS coincide con il ramo settentrionale della NAF ed è un singolo segmento di faglia principale con una curva stretta. A ovest, la faglia va in direzione ovest-est ed è di tipo a scorrimento orizzontale puro. A est, la faglia si dirige da nordovest a sudest e mostra evidenza di un movimento in parte normale e in parte a scorrimento orizzontale puro.
Secondo lo stato attuale della ricerca, nel 1766 a rompersi fu o il segmento di faglia del mar di Marmara sotto le isole dei principi oppure, più probabilmente, quello che limita il bacino di Çınarcık, in quanto una rottura più centrale non avrebbe potuto provocare il grande tsunami che colpì Istanbul e il golfo di Izmit, sebbene quest'ultimo sia stato provocato da una frana sottomarina.
L'evento del 1766 è stato l'ultimo causato da una rottura della NAF nella regione di Marmara; successivi grandi eventi che hanno causato ingenti danni a Istanbul, come il terremoto del 10 luglio 1894 (con epicentro nel golfo di Izmit) e quella del 9 agosto 1912 (con epicentro a nordovest dell'Isola di Marmara), devono essere considerati eventi isolati causati dal non uniforme abbattimento dello stress durante la sequenza sismica del XVIII secolo, a cui appartiene l'evento del 1766. Poiché il penultimo grande evento con un epicentro nella regione di Istanbul si è verificato nel 1509, è stato ipotizzato un intervallo di ricorrenza di 200–250 anni.

## Caratteristiche del sisma
L'evento sismico iniziò mezz'ora dopo il sorgere del sole, e cioè alle 5:10 circa del 22 Maggio 1766, terzo giorno del Kurban-bairam. La prima scossa, accompagnata da un forte boato, durò due minuti; ci fu quindi una scossa meno intensa della durata di quattro minuti, mentre le scosse di assestamento continuarono per otto minuti. Nelle settimane successive ci furono anche diverse scosse di assestamento e la durata dell'intera sequenza ammontò a un anno. I modelli matematici di questo evento basati sul trasferimento dello stress di Coulomb sono coerenti con una rottura della faglia di lunghezza stimata da 70 a 120 km.
Il terremoto venne avvertito sino ad Aydın, Salonicco, sul monte Athos, Aytos nella Bulgaria orientale e lungo la costa occidentale del Mar Nero.
Questo terremoto venne paragonato a quello catastrofico di Lisbona, avvenuto 11 anni prima.

## Danni e vittime

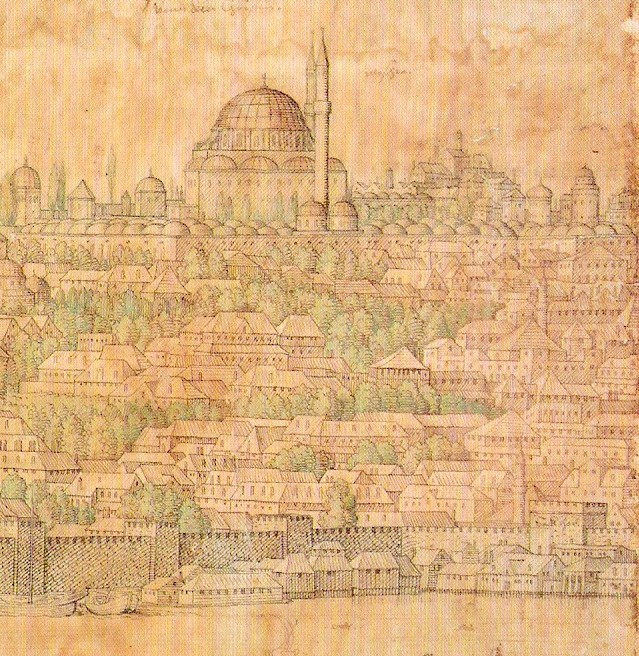
La moschea di Fatih e il suo complesso (qui nel 1559 in un disegno di Melchior Lorck) furono distrutti nel 1766

L'area stimata di danno significativo (maggiore del grado MCS VII (molto forte)) si estende da Bursa a Küçükçekmece, ma danni significativi si ebbero da Tekirdağ e Gelibolu a ovest, a İzmit a est, a Edirne a nord. Anche gli insediamenti situati sul golfo di Mudanya subirono danni, mentre Galata e Büyükçekmece furono gravemente danneggiate. A Costantinopoli l'intensità del sisma è stata stimata fra il grado VII e quello VIII-IX; molte case ed edifici pubblici crollarono. Inoltre, parte del sistema sotterraneo di distribuzione dell'acqua fu distrutto; la diga di Ayvad, sul Kağıthane superiore, venne danneggiata, e a Istanbul la volta di una cisterna sotterranea cedette. In città, la maggior parte delle moschee e delle chiese di Istanbul furono danneggiate, così come il palazzo di Topkapı: il sultano dovette vivere in alloggi temporanei sino a che la sua dimora fu restaurata. La popolazione in preda al panico non fu in grado di tornare a casa e la gente si riparava in tende piantate in spazi ampi e aperti. Fra le moschee imperiali, venne danneggiata la cupola di quella di Bayezid, mentre il minareto e la cupola principale della Moschea di Mihrimah cedettero. La Moschea di Solimano venne anche danneggiata, mentre la moschea di Fatih subì il crollo dei minareti, della cupola principale e di diverse cupole secondarie, e 100 studenti nella scuola coranica della Külliye morirono; il complesso dovette cosi' essere ricostruito. Gravi danni subì inoltre la moschea di Kariye, mentre la moschea di Ayasofya sopravvisse invece quasi incolume.  Vennero inoltre danneggiati la fortezza di Yedikule, alcune porte delle mura come Eğrikapı ed Edirnekapı, e le stesse mura della città, mentre vi furono danni a Galata e Pera e al Gran Bazar.
A Çatalca e nei villaggi circostanti tutti gli edifici in muratura crollarono.
Poiché il terremoto colpì la parte orientale del mar di Marmara, si registrarono gravi danni anche sulla sponda sud, da Mudanya a Karamürsel, e le onde dello tsunami resero i porti inutilizzabili. Il massimo livello dello tsunami fu osservato nella regione del Bosforo; il maremoto fu forte anche sulle rive di Galata e a Mudanya, mentre alcune piccole isole nel Mar di Marmara furono parzialmente sommerse.

### Vittime
Si stima che le vittime del sisma siano state circa 4000, di cui 880 a Istanbul.

## Terremoto di agosto
Ad agosto dello stesso anno un terremoto di magnitudo 7.4 colpì la vicina regione dei Dardanelli. In questo caso i danni a Istanbul furono lievi.